# 파스쿠알레 파사렐리
파스쿠알레 파사렐리(독일어·이탈리아어: Pasquale Passarelli, 1957년 3월 14일~)는 이탈리아 태생 독일의 전 레슬링 선수이다. 1984년 하계 올림픽 남자 그레코로만형 밴텀급에서 금메달을 획득했다. 또한 세계 선수권 대회에서 금메달 1개, 동메달 1개, 유럽 선수권 대회에서 금메달 1개, 은메달 2개를 획득했다.